# FK Pardubice
Der FK Pardubice ist ein tschechischer Fußballverein aus der ostböhmischen Stadt Pardubice.

## Vereinsgeschichte
Der FK Pardubice entstand 2008 aus der Fusion dreier Vereine. Der FK Junior, der MFK Pardubice und der FK Tesla Pardubice bündelten ihre Kräfte, wobei die ersteren Klubs ihre Jugendmannschaften einbrachten und letzterer Verein, also Tesla, dessen Anfänge auf das Jahr 1910 zurückgehen, die Herrenmannschaft.
In der Saison 2009/10 gelang dem FK Pardubice der Aufstieg in die dritthöchste Spielklasse, die ČFL, im Spieljahr 2011/12 dann der Aufstieg in die 2. Liga. Dort belegte Pardubice im ersten Jahr den siebten Rang, die Saison 2013/14 beendeten die Ostböhmen als Tabellenzehnter.

### Tesla Pardubice
Die Geschichte von Tesla Pardubice reicht bis in das Jahr 1910, als Schüler den Sportverein Studentské sportovní sdružení Pardubice gründeten. Als zunehmenden auch Menschen aus anderen Bevölkerungsschichten Mitglieder wurden, benannte man den Verein 1921 in AFK Pardubice um. Nach dem Februarumsturz 1948 kam der Klub unter das Patronat des Elektronikkonzerns Tesla a.s. und hieß Spartak Tesla Pardubice. Im Jahr 1960 fusionierte der Verein mit Tatran Pardubice, dem Nachfolger des SK Pardubice, und firmierte fortan als TJ Tesla Pardubice. Nach der samtenen Revolution spaltete sich 1994 die Fußballabteilung vom Gesamtverein an und spielte unter der Bezeichnung FC Pard Pardubice, ehe man sich 1996 in FK Tesla Pardubice umbenannte. 2008 kam es dann zur Fusion mit dem FK Junior und dem MFK Pardubice mit dem Ziel, einen starken Verein in der Stadt Pardubice zu bilden, dessen Fußballgeschichte sehr fragmentiert ist.

## Vereinsnamen
- 1910 Studentské sportovní sdružení Pardubice
- 1917 Studentská IX. Pardubice
- 1921 AFK Pardubice
- 1946 SK Tesla Pardubice
- 1948 SK Sparta Pardubice
- 1953 DSO Spartak Tesla Pardubice
- 1961 TJ Tesla Pardubice
- 1994 FC Pard Pardubice
- 1996 FK Tesla Pardubice
- 2008 FK Pardubice (Fusion mit FK Junior und MFK Pardubice)

## Sonstiges
Der FK Pardubice ist nicht zu verwechseln mit dem inzwischen nicht mehr existenten FK AS Pardubice, der von 2000 bis 2006 in der 2. Liga spielte. Nach der Umbenennung in FK Slovan Pardubice im Jahr 2010 löste sich letztgenannter Verein im Jahr 2011 auf.

## Trainer
- Radoslav Kováč